# بيسه
 بيسه  (بالفارسية: روستاى پيسه ) قرية صغيرة تـتبع لـالبلدة المركزية (بالفارسية: بخش مركزى ) من توابع مدينة بستك وتقع في محافظة هرمزگان في جنوب غرب إيران. تقع قرية بيسه على بعد 3 كيلومترات شرق قرية فارياب سنكويه، وعلى بعد 6 كيلومترات شمال شرقي قرية انوه، وتبعد عن مركز المدينة (بستك) بمسافة 24 كيلومتراً.

## حدود قرية بيسه
من الشمال: قرية انوه، من الجنوب الطريق الرئيسي الذي يربط مدينة بستك بــمدينة لار، ومن الغرب قرية فارياب سنكويه، ومن جهة الشرق تنتهي بــقرية شيخ حضور في أقصى الشرق.

## السكان
يبلغ عدد سكان هذه القرية حسب تعداد السكان لعام 2006 للميلاد، (300) نسمة تشكل (58) عائلة، من أهل السنة والجماعة وعلى المذهب الشافعي. يتكلمون الفارسية باللهجة المحلية، بها مسجد ومدرسة ابتدائية، وكذلك بها بعض البرك لحفظ مياه الأمطار إذا سالت الأودية أثناء الأمطار الموسمية. بها عدد اثنان مضخات مائية لسحب المياه من الآبار الارتوازية، وقرابة 1000نخلة مثمرة. وأراضي زراعية شاسعة.

## مهنة سكان القرية
يمتهن سكان القرية بمهنة تربية المواشي والأغنام، والزراعة. أراضيهم خصبة، وتزرع فيها شتى أنواع الخضروات والبقول، وبها كثير من الزروع وخاصة النخيل والخضروات ومن أهم المنتوجات الخس، والجرجير، والفجل، والباذنجان، والطماطم، والبصل، وكذلك تزرع البر والشعير والحبحب.

## سد لاور پيسه
يقع هذا السد في مجرى (وادي لاور پيسه)، وهو وادي عميق جداً. لقد تم بناء هذا السد في عام 1997 للميلاد، على نفقة رجل خير يدعى « الحاج عبد القادر بركوك ».يغذي هذا السد مزارع النخيل والبساتين في منطقة لاور پيسه والمناطق التي تقع في جنوب قرية بيسه. ومن المعلوم أن الماء هو شريان الحياة وعصبها وهو الركيزة الأساسية الأولى التي تقوم عليها التنمية الشاملة وبالنظر إلي أن « قرية بيسه » تقع ضمن المنطقة الجافة وشبة الجافة والتي تكون فيها الأمطار غير منتظمة، فأن المحافظة على المياه وتنمية مواردها كان وما زال هدفاً رئيسياً من أهداف المسولين المحليين في « قرية بيسه »، وقد تضافرت الجهود للارتقاء بمستوى الموارد المائية وأساليبها وتوفير ما من شأنه ضمان نموها واستمرارها وأتضح ذلك من خلال إقامة مشاريع السدود لتحقيق الاستفادة القصوى من مياه الأمطار لدعم المياه الجوفية ولتزويد السكان بالمياه لاستخدامها لأغراض الزراعة ودعم مياه الأفلاج وغيرها بالمنطقة بالنسبة لسدود التخزين السطحي بدلاً من ضياعها في الصحراء.

## أقليم گوده والثائر الشجاعشمد لاوري
من المعروف أن منطقة كودة كانت نقطة انطلاق عمليات الثائر الشجاع البطل  شمد لاوري ، ضد اللصوص وقطاع الطرق. لقد حارب الأشرار الشماليين المسمى بــ (تُرك نَفرَ) بهرة من الزمن في هذه القرية الجبلية، سنوات عديدة، وحمى الديار والعباد من شرورهم.

## وصلات خارجية
- التقسيمات الادارية لمحافظة هرمزگان